# Ritratto d'uomo (de' Barbari)
Il Ritratto d'uomo o Ritratto di gentiluomo tedesco  posto come recto di una tavola che ospita sul lato verso Coppia di nudi in un interno o Una stanza con gli amanti è un dipinto a olio su tavola di Jacopo de' Barbari. La tavola è conservata nel museo d'arte berlinese Gemäldegalerie dal 1908.

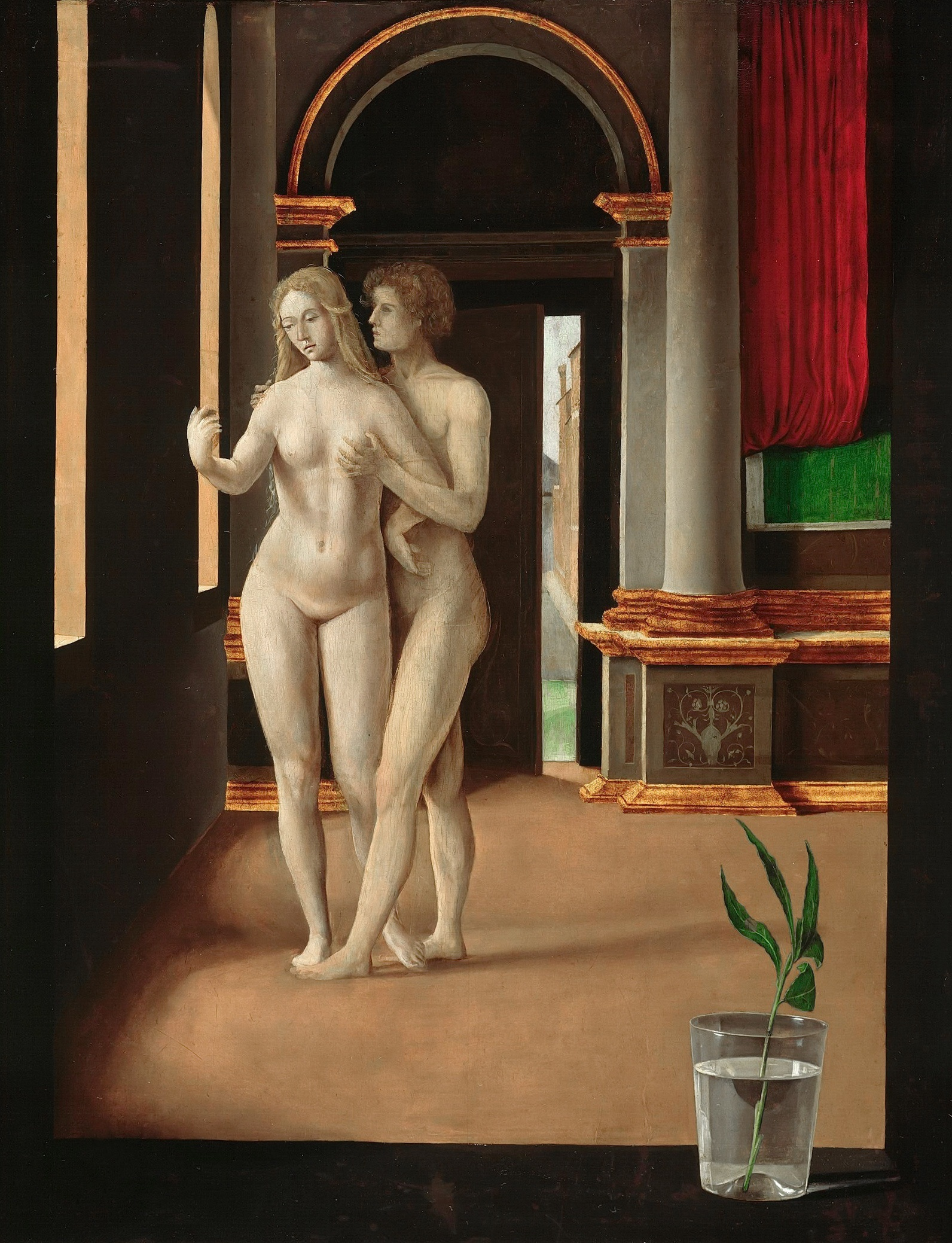
Jacopo de' Barbari - Una stanza con gli amanti

## Storia
La tavola risulta elencata per la prima volta, nel 1863 nel catalogo di Pourtales Gorgier e venduta all'asta nel 1865. Nei primi anni del Novecento nella collezione parigina di Mame de Tours per poi passare nel 1907 a Rudolèhe Kann giungendo solo nel 1908 nella pinacoteca del museo berlinese. Lo stile, i riferimenti stilistici hanno da sempre reso problematica l'assegnazione dell'opera all'artista muranese, venendo assegnate anche ad Andrea Mantegna e Bartolomeo Veneto.
L'assegnazione a de' Barbari risale al 1918 dal francese Salomon Reinach che inizia a darne una prima datazione collocandone l'esecuzione ai primi anni del Cinquecento.

## Descrizione
La tavola raffigura nella parte frontale il ritratto di un giovane uomo dalle caratteristiche somatiche nordiche. Fu probabilmente un approccio all'arte tedesca, per l'artista che doveva allontanarsi da quella veneziana, una specie di prova di collegamento tra i diversi stili, si riscontrano infatti elementi italiani e nordici, avendo vicinanze con le opere di Albrecht Dürer: vi fu, infatti, un periodo importante di unione tra i due artisti, e proprio nel Ritratto di Oswolt Krel si possono riscontrare importanti vicine caratteristiche, anche nella impaginazione del soggetto. La raffigurazione degli incarnati piuttosto duri e rigidi ripropongono i ritratti di Ritratto doppio, mentre la mano posta in primo piano, e il tratto delle labbra si allinea con quella di Sant'Osvaldo di probabile proprietà ungherese e che risulta essere stato firmato con il simbolo del caduceo e datato 1500.
Il soggetto sul verso della tavola, più volte ritoccato, presenta due personaggi nudi, in atteggiamento intimo, e nelle ombre che completano la scena si ripropongono quelle della tavola Natura morta. Lo sviluppo architettonico della stanza che si presenta nella profondità ottenuta grazie alla parete sinistra con due aperture che danno luce, mentre la destra delimita la sala proponendone poi il prosieguo con l'immagine di una porta aperta su di un palazzo, proponendo opere italiane vicine ad Antonello da Messina. Contrariamente la figure sia maschile che femminile si presentano con affinità ai lavori di Jan van Eyck che l'artista muranese aveva studiato nei suoi soggiorni tedeschi. Il vaso d'acqua con pianta è soggetto tipicamente fiammingo.